# Rhadinothamnus
Rhadinothamnus es un género con tres especies de plantas de flores perteneciente a la familia Rutaceae. 

## Especies seleccionadas
- Rhadinothamnus anceps
- Rhadinothamnus euphemiae
- Rhadinothamnus rudis